# サディオ・ディアロ
アブドゥライェ・サディオ・ディアロ（Abdoulaye Sadio Diallo 、1990年12月28日 - ）は、ギニア・コナクリ出身のプロサッカー選手。ギニア代表。ゲンチレルビルリイSK所属。ポジションは、ミッドフィールダー。

## クラブ経歴
2012年1月、スタッド・レンヌに移籍し、シーズン終了までレンタルの形でSCバスティアに残留した。
2013年8月22日、買い取りオプション付きのレンタルでFCロリアンに移籍。
2015年6月25日、SCバスティアに3シーズンぶりに復帰。
2017年8月、イェニ・マラティヤスポルに移籍。

## 代表

### ゴール
| #  | 開催日        | 会場                   | 対戦国           | スコア | 結果 | 試合概要                           |
| -- | ------------- | ---------------------- | ---------------- | ------ | ---- | ---------------------------------- |
| 1. | 2011年6月5日  | コナクリ               | マダガスカル     | 3–1    | 4–1  | アフリカネイションズカップ2012予選 |
| 2. | 2011年8月10日 | サン＝ルー＝ラ＝フォレ | ガボン           | 1–1    | 1–1  | 親善試合                           |
| 3. | 2012年1月28日 | フランスヴィル         | ボツワナ         | 1–0    | 6–1  | アフリカネイションズカップ2012     |
| 4. | 2012年1月28日 | フランスヴィル         | ボツワナ         | 2–1    | 6–1  | アフリカネイションズカップ2012     |
| 5. | 2012年5月26日 | アマンヴィエ           | カメルーン       | 1–1    | 1–2  | 親善試合                           |
| 6. | 2013年6月9日  | コナクリ               | モザンビーク     | 2–0    | 6–1  | 2014 FIFAワールドカップ・予選      |
| 7. | 2013年6月9日  | コナクリ               | モザンビーク     | 3–1    | 6–1  | 2014 FIFAワールドカップ・予選      |
| 8. | 2017年6月10日 | ブアケ                 | コートジボワール | 1–1    | 3–2  | アフリカネイションズカップ2019予選 |

## タイトル
個人
- トロフェ・UNFP・デュ・フットボール：リーグ・ドゥ2011-2012年間最優秀チーム